# Zakład opiekuńczy „Bethanien”

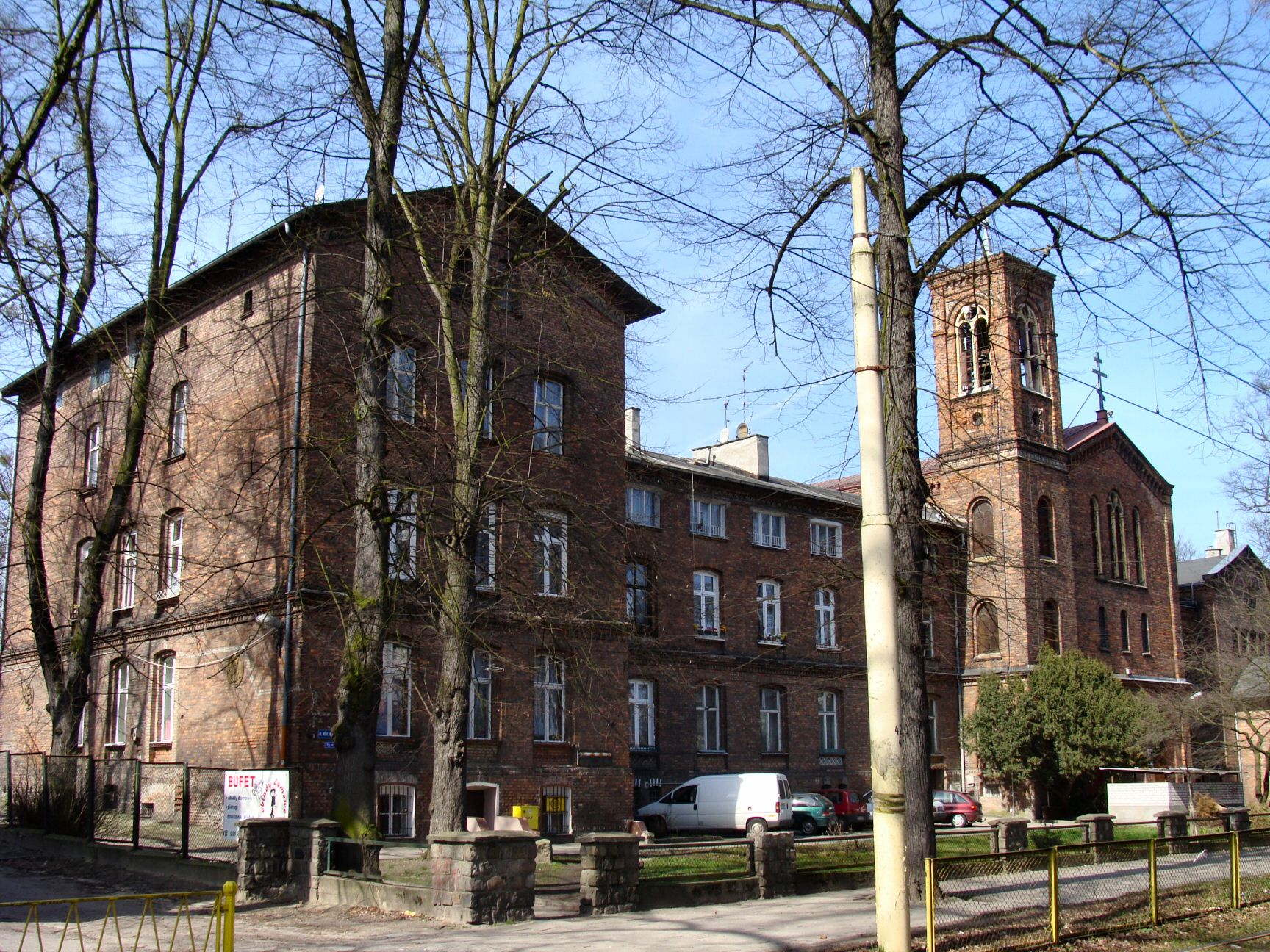
Główny gmach Zakładu

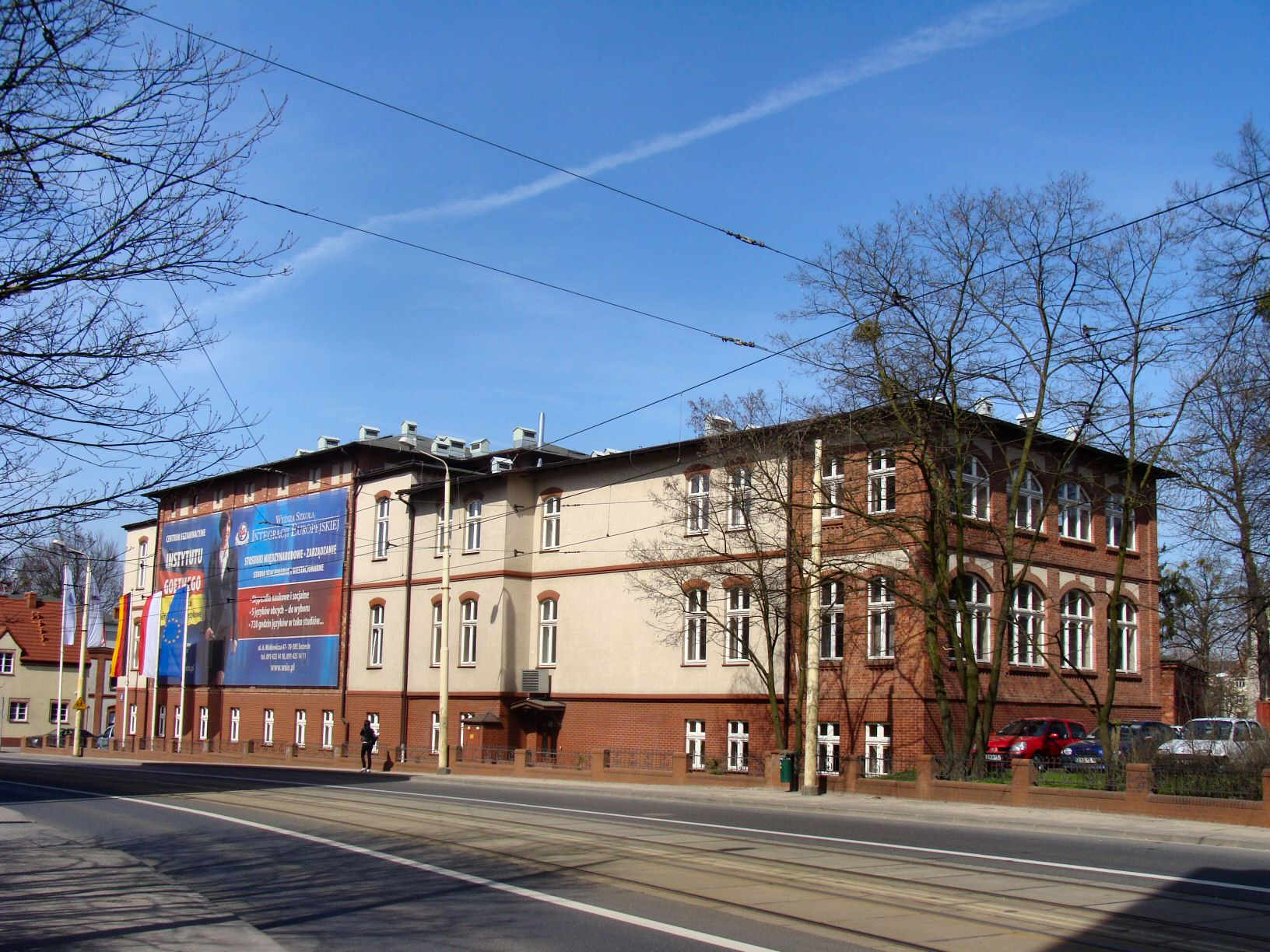
Dawny nowy oddział kobiecy

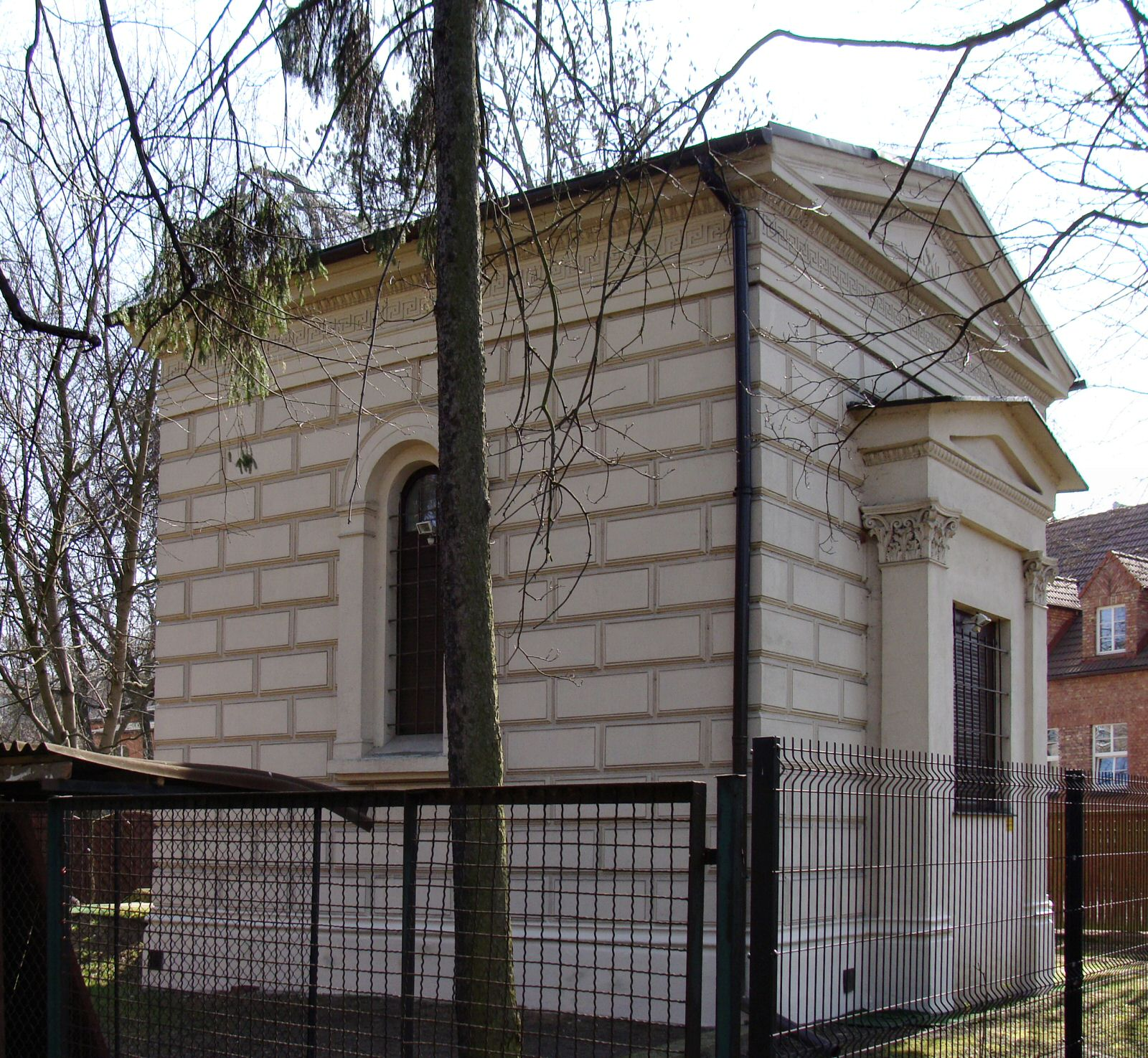
Dawna kaplica cmentarna

Zakład opiekuńczy „Bethanien” – powstały w drugiej połowie XIX w. i prowadzący działalność do II wojny światowej zespół placówek szpitalno-opiekuńczych na dzisiejszym szczecińskim osiedlu Łękno (do 1945: Westend).

## Historia
Inicjatorem i fundatorem Zakładu był szczeciński przedsiębiorca i filantrop Johannes Quistorp. Jako pierwszy wybudowany został budynek schroniska dla dziewcząt przy obecnej ul. Wawrzyniaka 8. Uroczyste otwarcie i poświęcenie obiektu nastąpiło 28 listopada 1869.
W 1871, po sześciu latach budowy oddano do użytku największy budynek całego zakładu zlokalizowany przy ul. Wawrzyniaka 7d-7g. Znalazła się w nim kaplica, jadalnia oraz pokoje mieszkalne dla diakonis, które prowadziły cały Zakład.
W kolejnych latach powstawały następne obiekty o zróżnicowanym przeznaczeniu, były to m.in.:
- dom pastora (plebania) wzniesiony w latach 1869–1871 – ul. Wawrzyniaka 7
- szeregowe budynki mieszkalne (1871) – ul. Wawrzyniaka 6b-6l
- oddział kobiecy (1882) – ul. Mickiewicza 45 i 47
- dom inspektora (1890) – ul. Wawrzyniaka 6
- izba przyjęć oraz budynek operacyjny (1893) – ul. Mickiewicza 49
- oddział szpitalny dla mężczyzn (1893–1895) – ul. Wawrzyniaka 7b
- nowy oddział męski (1900) – ul. Wawrzyniaka 7a
- oddział zakaźny dla chorych na błonicę i płonicę (1905) – ul. Mickiewicza 55
- dom dla lekarzy (1911) – ul. Wawrzyniaka 7c
- seminarium i budynek szkolny – ul. Wawrzyniaka 5. Pierwotnie mieścił się tu lokal rozrywkowy „Tivoli”. W 1920 budynek wszedł w skład Zakładu Bethanien, został gruntownie przebudowany i przystosowany do pełnienia funkcji edukacyjnych.

Poszczególne budynki Zakładu wznoszono przeważnie z czerwonej, nieotynkowanej cegły, sytuując je w luźnej zabudowie pomiędzy bogatą zielenią.
W 1891 na terenie Zakładu utworzono cmentarz, a w 1895 wybudowano niewielką kaplicę cmentarną. Na cmentarzu chowano zmarłych pacjentów oraz diakonisy. Spoczął tu również dobroczyńca Zakładu – Johannes Quistorp oraz jego syn Martin. W 1929 przed Zakładem (od strony ul. Wawrzyniaka) ustawiono marmurowe popiersie Martina Quistorpa.
Kolejnymi kierownikami Zakładu byli: dr Kugler, dr E. Maske, dr H. Schmid, prof. Haeckel, dr. Ossent i dr. Lichtenauer, prof. Kahlstrof. Najliczniejszą grupę pracowników Zakładu stanowiły diakonisy (w 1890 pracowało ich tu ok. 200, a w 1929 już ponad 460). W latach trzydziestych XX w. zgodnie z zarządzeniami władz hitlerowskich w zakładzie zamiast diakonis zaczęto zatrudniać tzw. „brunatne siostry”. Druki dla Zakładu wykonywała łobeska drukarnia A. Straube & Sohn.

### Po II wojnie światowej
W latach 1945–1992 większość terenu Zakładu „Bethanien” znajdowała się we władaniu Armii Radzieckiej, która urządziła tu swój szpital wojskowy. Obecnie w budynkach dawnego kompleksu opiekuńczego mieści się m.in. Wyższa Szkoła Integracji Europejskiej w Szczecinie, Uniwersytet Szczeciński, Zbór Kościoła Zielonoświątkowego „Betania”, Studenckie Centrum Kultury „Kontrasty”, prywatne szkoły podstawowe oraz Klub Garnizonowy.

## Zabudowa zakładu

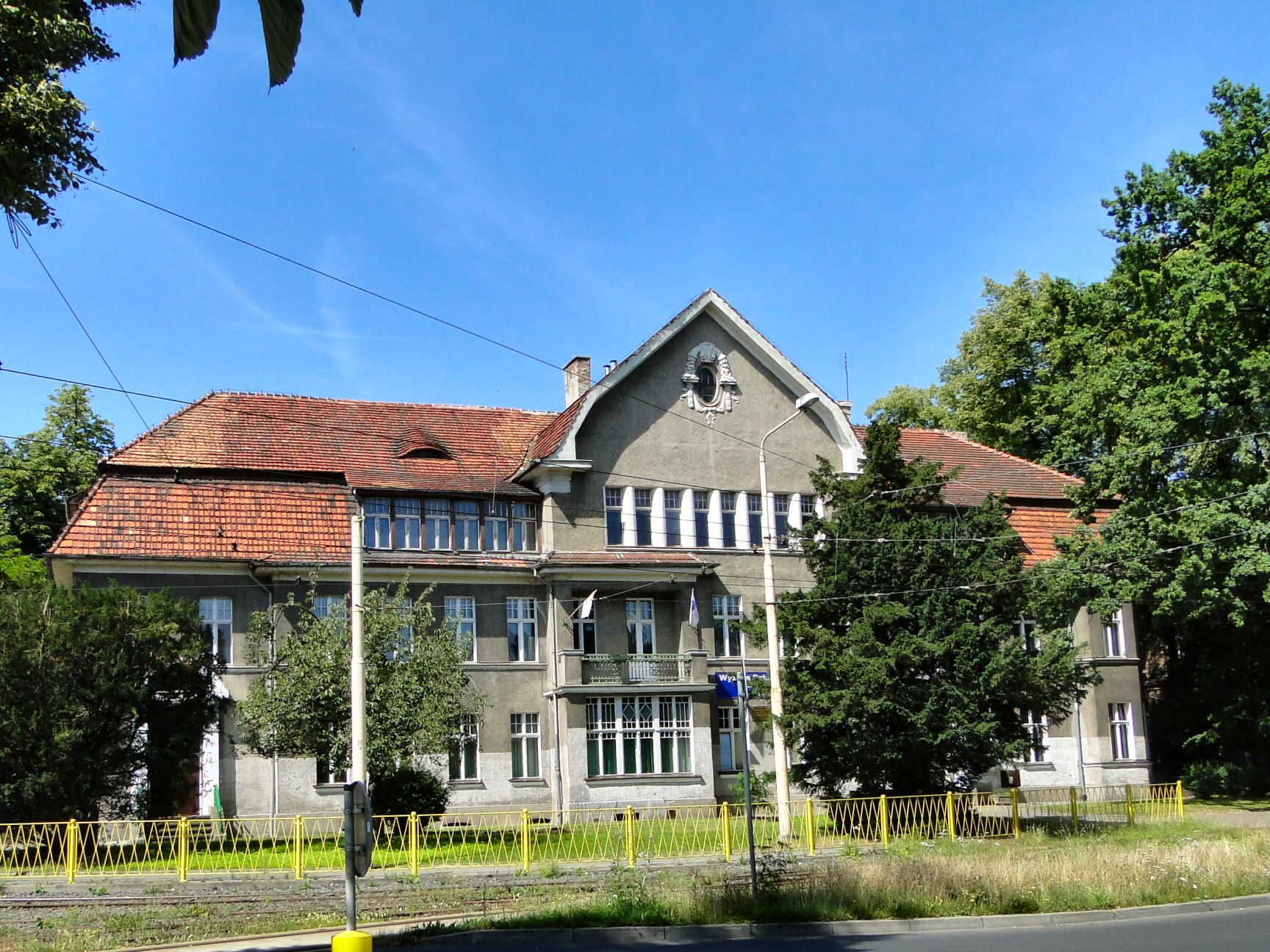
Schronisko dla dziewcząt
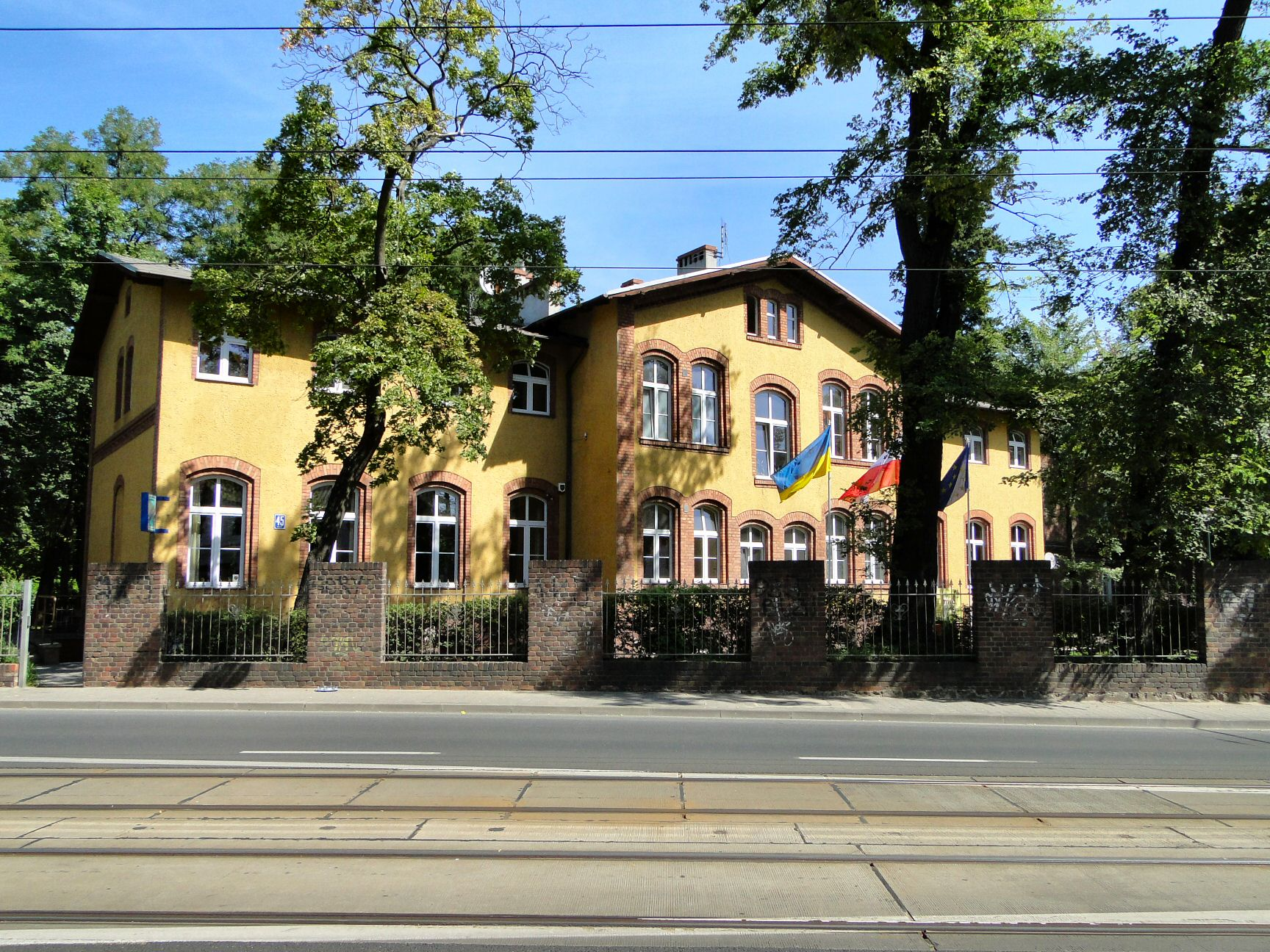
Oddział kobiecy
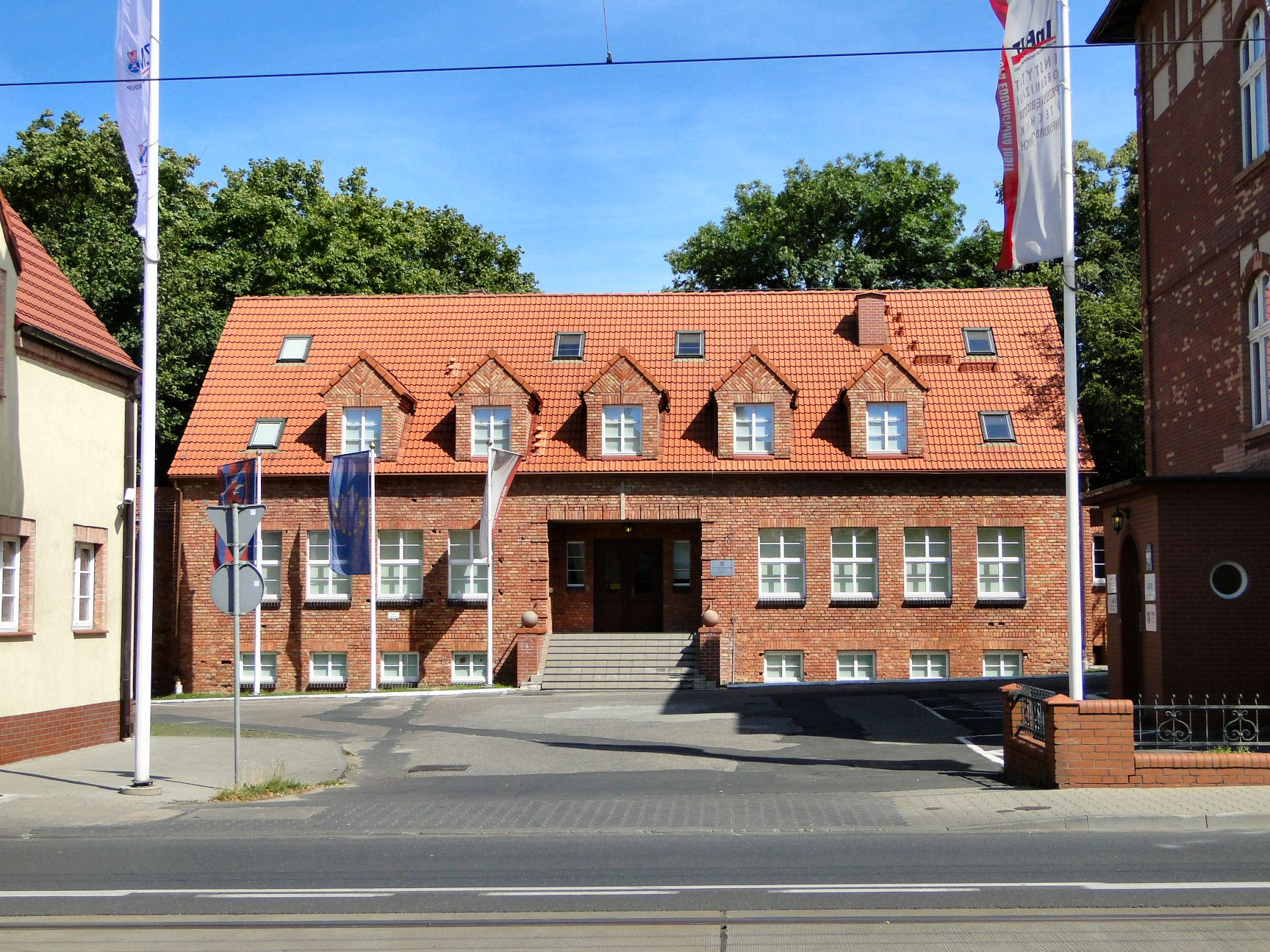
Izba przyjęć i budynek operacyjny
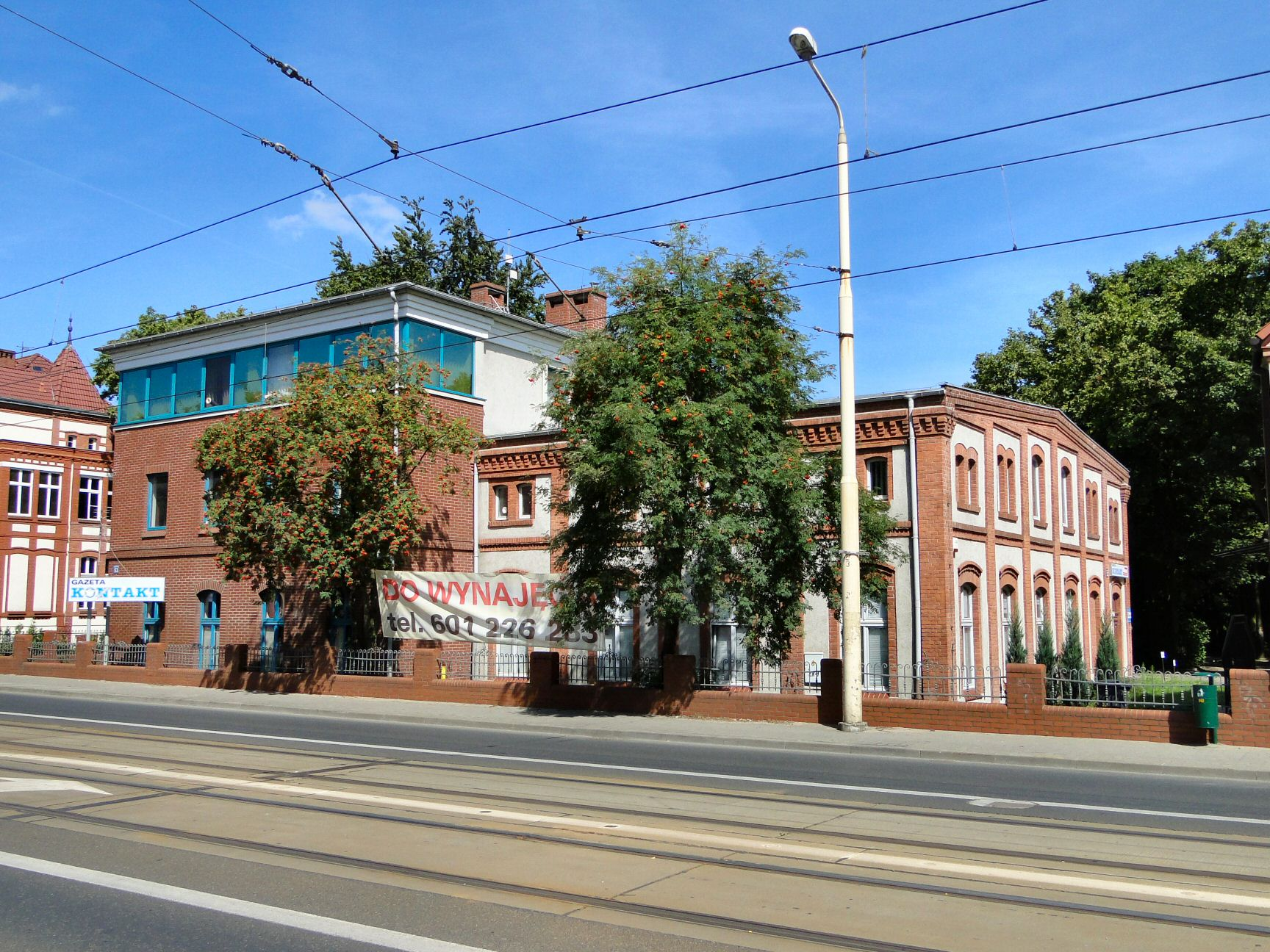
Maszynownia i kotłownia
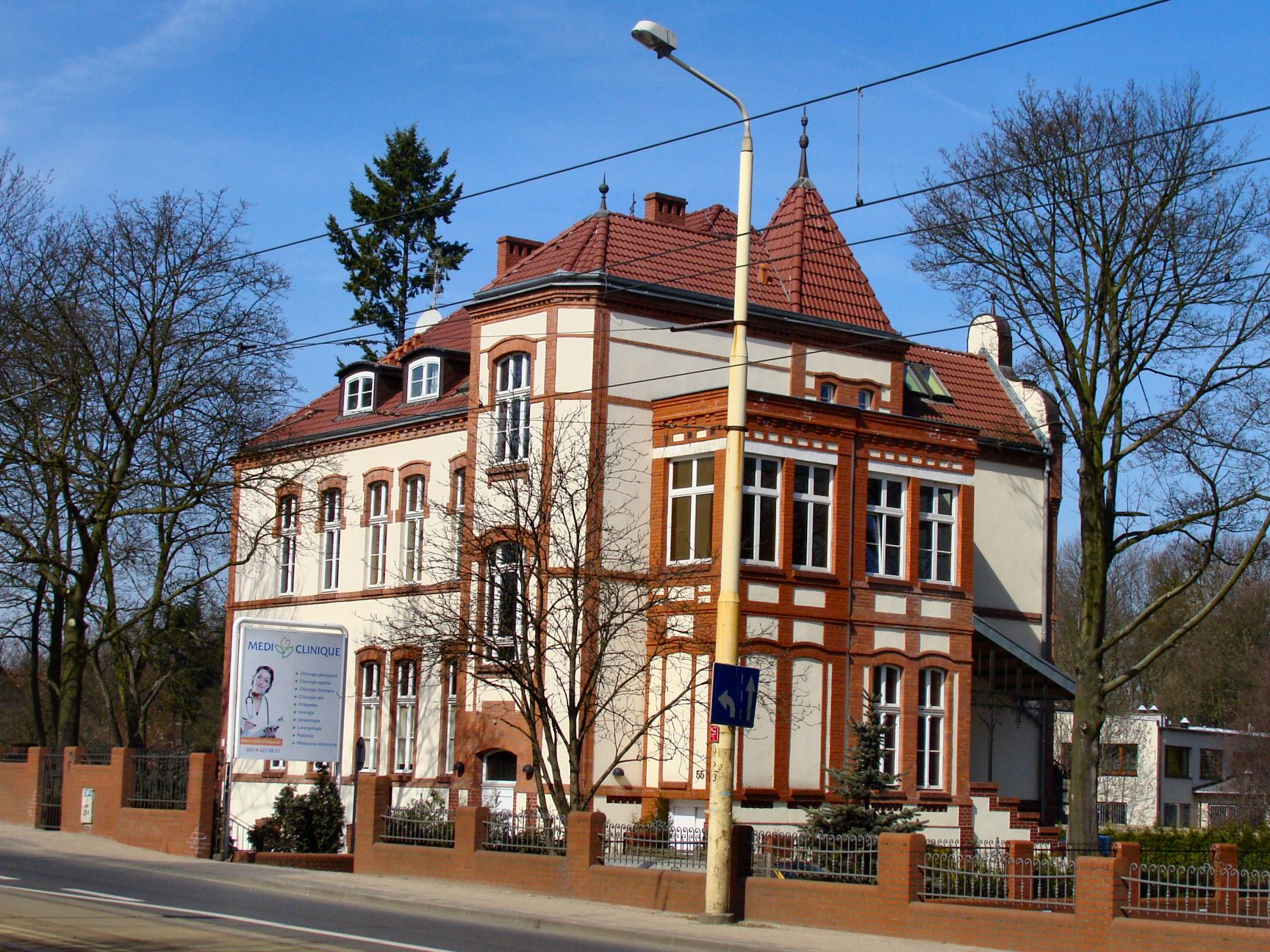
Oddział zakaźny
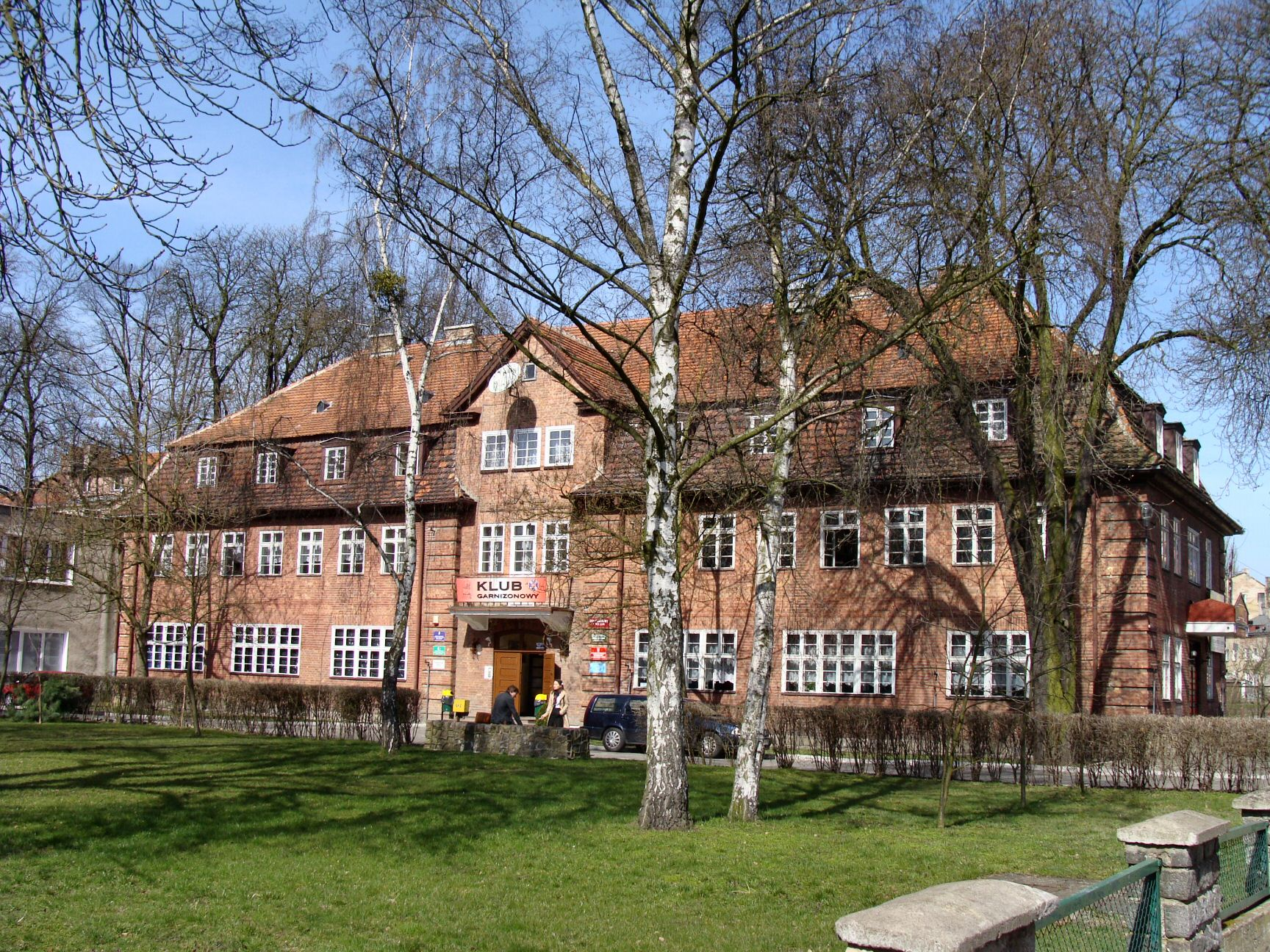
Seminarium i budynek szkolny
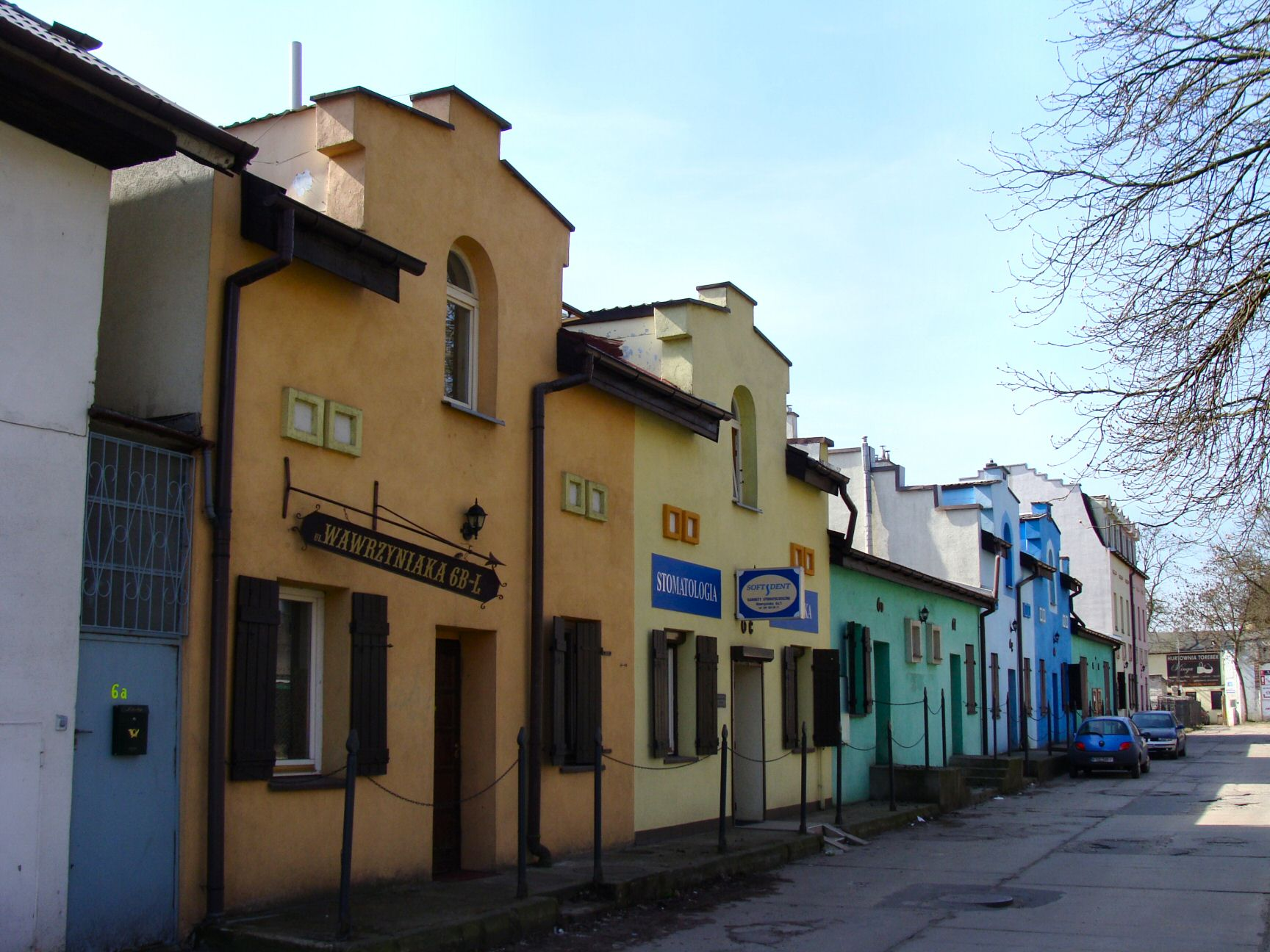
Domy mieszkalne i gospodarcze
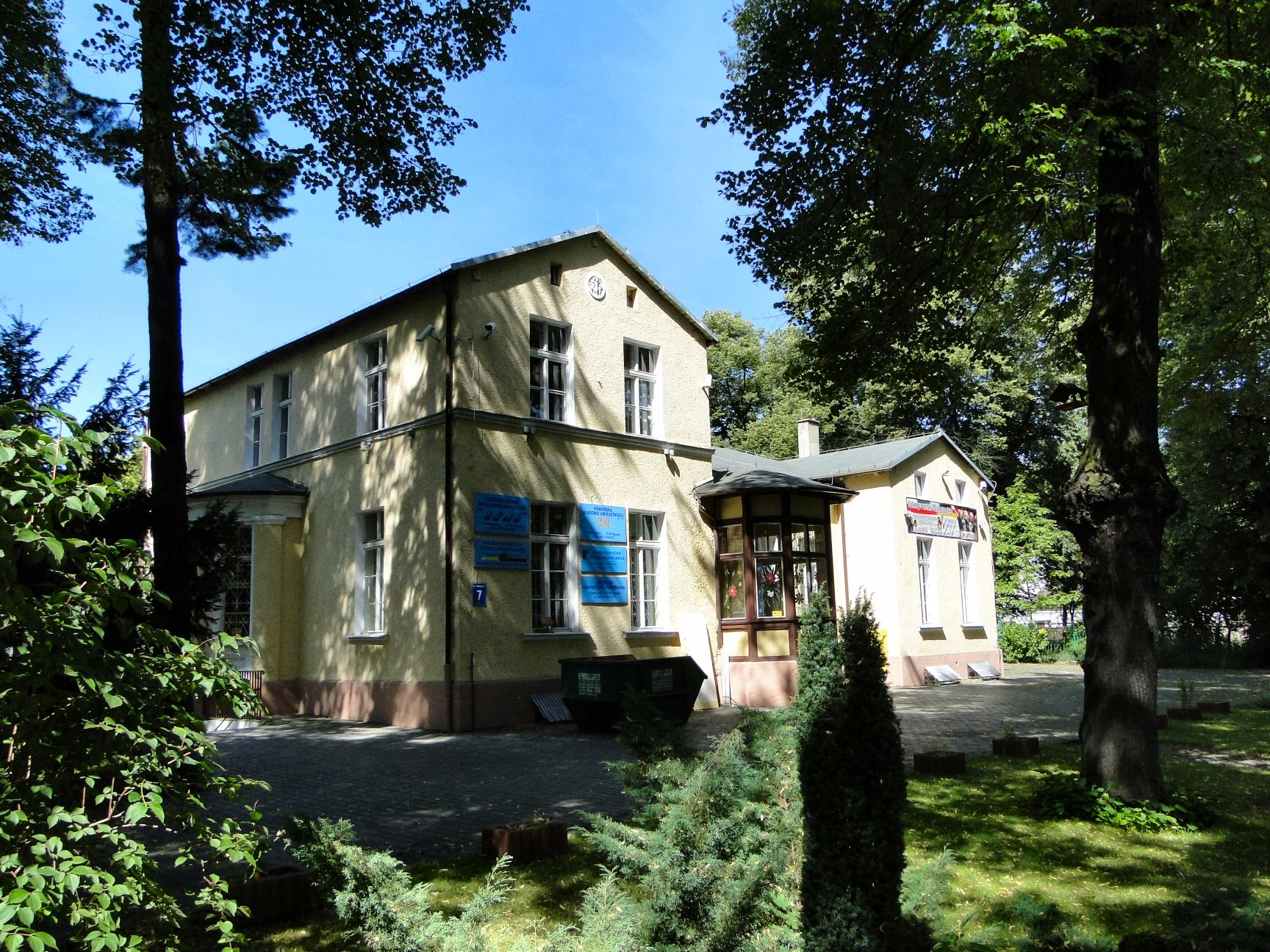
Dom pastora
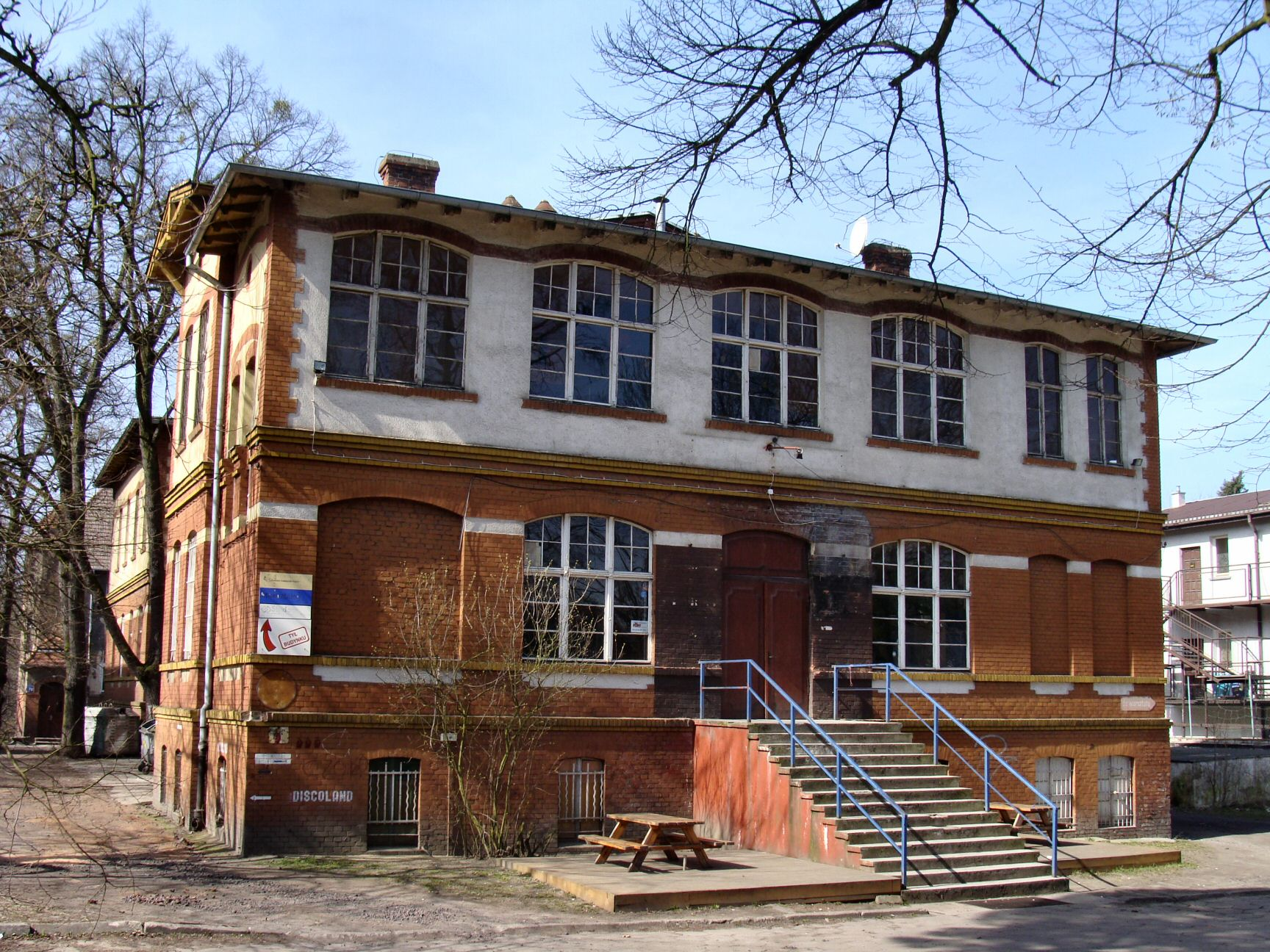
Nowy oddział męski
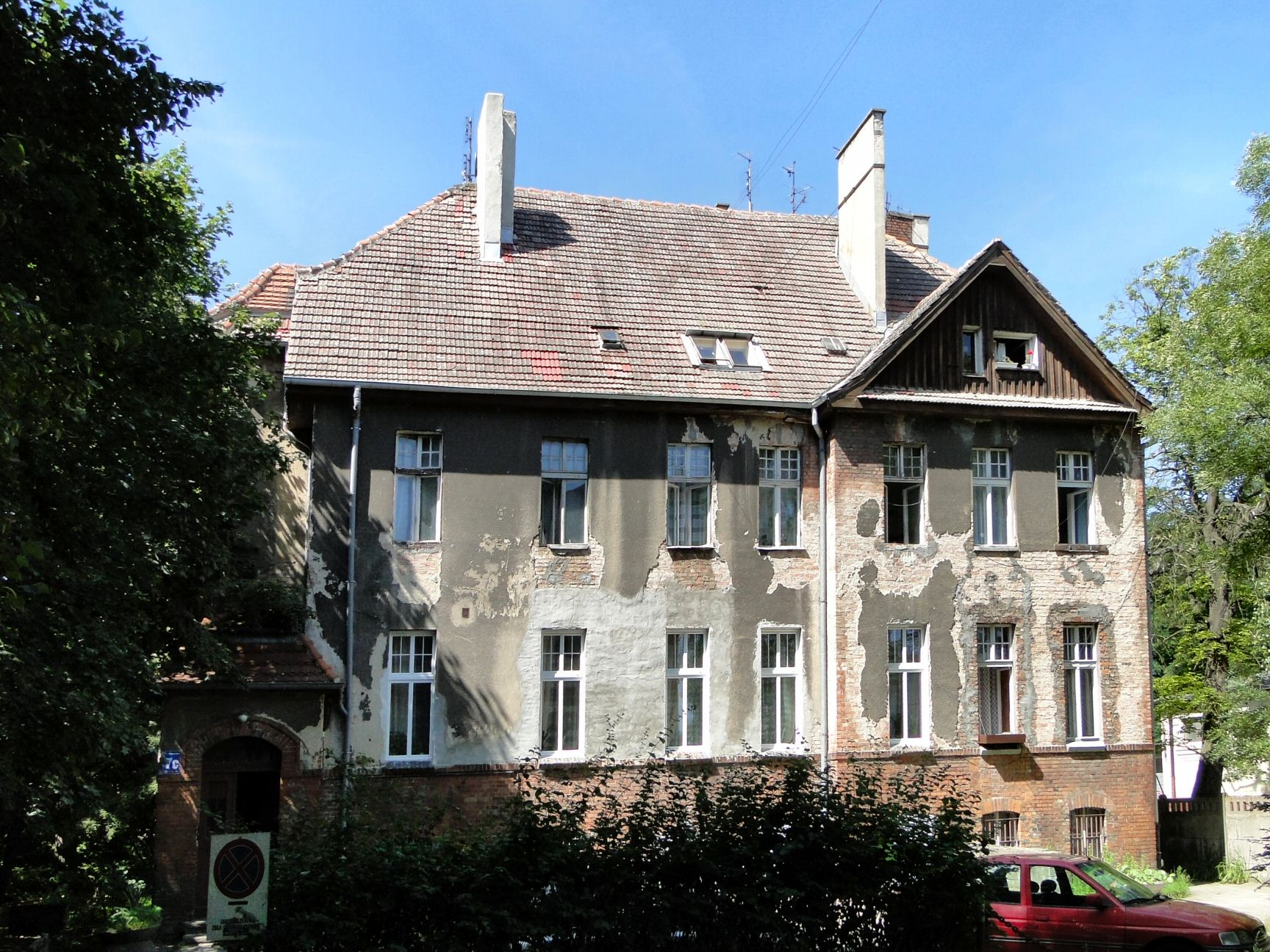
Dom lekarzy